# إينغفار إريكسون (عداء المسافات المتوسطة)
إينغفار إريكسون (بالسويدية: Ingvar Ericsson)‏ هو عداء مسافات متوسطة سويدي، ولد في 31 أغسطس 1927 في Rinna ‏ في السويد.

## وصلات خارجية
- إينغفار إريكسون على موقع أوليمبيديا (الإنجليزية)
- إينغفار إريكسون على موقع اللجنة الأولمبية السويدية (السويدية)